# Castelromano
Castelromano è una frazione  del comune italiano di Isernia, nell'omonima provincia, in Molise.
Pur ricadendo nella municipalità di Isernia, Castelromano si differenzia sensibilmente dal capoluogo per storia, tradizione e costumi.

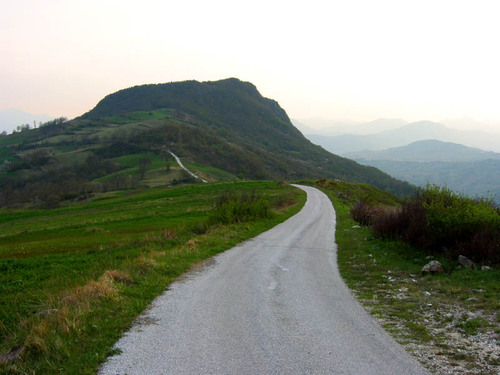
Monte "La Romana", dalle cui pendici sorge il paese di Castelromano d'Isernia

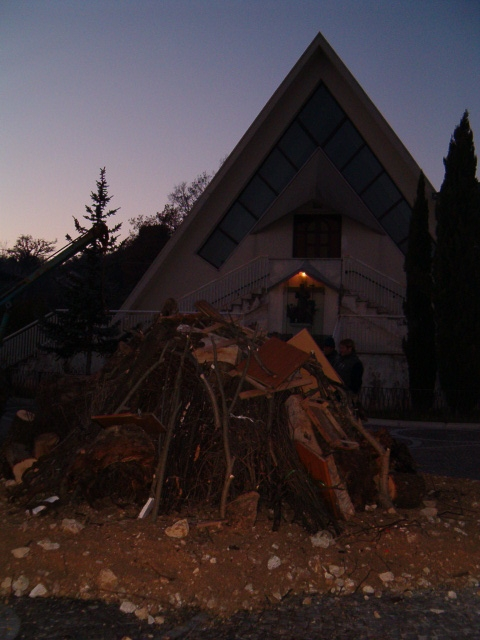
Preparazione del fuoco della vilia

## Geografia fisica
Sorge in un pianoro ai piedi del monte La Romana (900 m s.l.m. circa) ad un'altitudine di 720m s.l.m., distante circa 5 km ad ovest della città.

## Storia
L'origine del luogo è molto antica.
Tuttora si conservano resti di tre imponenti cinte murarie poste a difesa di un insediamento fortificato (oppida) ed un ingresso largo circa 4 metri dov'è ancora visibile la pavimentazione stradale, risalente ai secoli III secolo a.C. e IV a.C., abitato dai Sanniti della tribù Pentra e identificato, da più fonti, con il nome di Cominium, roccaforte espugnata dall'esercito romano nell'ultima delle Guerre sannitiche come riportato nell'opera dello storico latino Tito Livio Ab Urbe Condita.
L'abitato, che occupava l'area pianeggiante alle pendici del monte, era difeso da mura in opera poligonale, ben individuabili sul lato est, mentre il lato occidentale era protetto da uno strapiombo naturale. Di questa prima struttura si individua, in prossimità della porta, un raddoppiamento delle mura su livelli diversi.
A sud dell'abitato, in località Croce, una seconda cinta muraria proteggeva il sepolcreto con decine di tombe, attualmente indagate solo in parte.
Una terza fortificazione alla sommità del monte delimitava un'area ricca di materiale archeologico affiorante.
Le mura sono realizzate con grossi massi sbozzati e più o meno squadrati, sovrapposti con una certa regolarità, con scaglie irregolari negli interstizi. La cortina est è rinforzata con blocchetti di pietra arrotondati nella parte addossata al terrapieno. Sono evidenti i segni di un evento bellico che ha interessato la sommità del monte "La Romana", affiorano infatti alla superficie numerosi pezzi di vasellame, mattoni e tegole e per la vastità della zona che interessano ci danno un'idea dell'occupazione del territorio da parte della tribù sannita Pentra. Alcune teorie formulate da attendibili studiosi del capoluogo pentro affermano che l'intera tribù, che popolava il territorio che si estende dalla valle del Matese fino alla catena montuosa delle Mainarde, si rifugiò all'interno delle mura fortificate sotto l'incombente minaccia dell'esercito di Roma.
Nella parte più alta del monte sono ancora visibili i ruderi di una struttura in pietra probabilmente utilizzata come torre di avvistamento, ben visibile da una simile struttura situata a circa 1 km di distanza in località "Terra Vecchia" ricadente nel comune di Macchia D'Isernia.
L'attuale abitato, posto a circa 500 m a sud delle rovine sannitiche, trae origine da un insediamento militare di origine longobarda chiamato Armagnum inizialmente popolato da pochi coloni.
Il toponimo “Armagnum” deriva dal termine longobardo “Harimann” ovvero uomo dell'esercito da Heer-, esercito e -Mann, uomo.
Gli arimanni erano gruppi di uomini liberi con pieni diritti civili, non soggetti in schiavitù, che si ponevano al servizio dei re o dei duca per sopperire alle esigenze di difesa del regno longobardo, maggiormente richieste nelle zone soggette alle invasioni degli Slavi e degli Avari.
Ad essi venivano assegnate terre, nelle adiacenze delle città o in località strategiche, col compito di coltivarle e difenderle.
Gli arimanni erano organizzati in brigate, le Arimannie, che normalmente gravitavano attorno ad un centro fortificato più rilevante, il castrum, che costituiva il fulcro di tutto il sistema difensivo.
Nel corso del tempo il nome mutò quindi in "Castro Armannum", poi "Castro Armani", "La rimanna" ed infine seguito "La Romana" dalla contrazione del termine "armani". Solo nel secolo scorso (1936), l'abitato ha assunto l'attuale denominazione che pertanto non ha nulla a che vedere con sopravvivenze di origini romane.
La notizia più remota storicamente documentata, risale a le tempo della dominazione normanna.
Armagnum viene citato per la prima volta nel Catalogus Baronum (1150), con il quale si assegnava il feudo a Roberto
de Rocca, feudatario del conte normanno Ugo II di Molhouse (o de Molinis o Molisio), Signore di Molise.
Una seconda conferma dell'esistenza del luogo, in epoca normanna, è data da un rendiconto redatto durante il pontificato di papa Lucio III, sullo stato e i possedimenti della diocesi (1192), nel quale si legge che presso il popolo di Armana si venera la Santa Croce.
Ulteriore citazione si ha in una autorevolissima fonte letteraria a proposito delle decime pagate per l'anno 1309 nella Diocesi di Isernia ove è riportato una citazione in cui l'Arciprete di Castro Armani si impegna a versare la propria parte.
Considerato come fondo rustico, l'abitato ed il territorio di Castelromano furono più volte ceduti come latifondo fino al 1418 quando Giacomo, Barone della Famiglia dei Montaquila di Gaeta, nominato vescovo, essendo venuto in possesso del feudo, lo cedette in dono alla Mensa vescovile della Curia di Isernia a cui è appartenuto fino alla scomparsa della feudalità (1811) ma che per parte ha conservato fino agli inizi del XXI quando gli attuali abitanti hanno riscattato la restante parte del feudo.
Il vescovo era quindi, per diritto, Barone de La Romana e si fregiava del titolo araldico di "Dominum Feudi Romanae".
A seguito delle molteplici epidemie di peste che falcidiarono la popolazione, nel '600 l'insediamento fu ripopolato da coloni provenienti dai vicini territori di Miranda, Forlì del Sannio e Roccasicura.
Testimonianza di tale evento, in special modo relativamente a Miranda, si riscontra ancora oggi nella comunanza tra i cognomi storici, i medesimi culti religiosi, usi e consuetudini del tutto estranei al tessuto sociale della vicina Isernia.
Nel 1702 fu costruita la Chiesa parrocchiale ad opera di mons. Biagio Terzi.
Castelromano è ancora oggi sede parrocchiale; il patrono è il Santissimo Salvatore festeggiato il 6 agosto.
Relativo al patrono si racconta un simpatico aneddoto. Intorno alla metà del 1800, uno degli abitanti, di ritorno da una località limitrofa, trovò la statua lignea del Santissimo in un torrente in secca, abbandonata in quella sede dagli abitanti di quel paese in quanto rea di non proteggere le colture dalla grandine e decise di portarla a dorso di un mulo nella scarna chiesa madre appena ristrutturata (1848) che fu in seguito appunto dedicata al Santissimo (1857).
Nel 1984, a causa degli eventi sismici, la chiesa ha subito diverse lesioni che ne hanno procurato una discutibile demolizione qualche anno dopo.
L'attuale chiesa, di fattezze moderne, riprende la forma delle antiche "pagliere" ed è affiancata da un campanile stilizzato che conserva le vecchie campane di cui una (la più piccola, risalente al 1620) era in origine in uso ad una piccola cappella situata all'entrata del paese resa inagibile dalla famosa nevicata del 1956.

## Monumenti e luoghi d'interesse
Date le modeste origini del borgo, non si evidenziano opere architettoniche di particolare rilievo.
I diffusi e massicci interventi di ristrutturazione e recupero edilizio, operati a seguito degli eventi sismici del 1984 hanno inoltre contribuito a modificare radicalmente l'estetica degli edifici più antichi mascherando i pochi dettagli architettonici allora ancora visibili.
Si conserva comunque, più volte restaurata nel corso dei secoli (1802, 1924), la Fonte, fontana a muro con 4 vasche di raccolta alimentata da sorgenti sotterranee.
- Chiesa del Santissimo Salvatore: chiesa parrocchiale della frazione, è di costruzione recente, eretta sopra una cappella danneggiata dalla guerra. La chiesa ha un aspetto moderno, che ricalca il solido triangolare, per quanto riguarda l'impianto a navata unica, decorato sulla facciata da finestre policrome. Lateralmente si erge il campanile a torre, in cemento armato.

## Società

### Tradizioni e folclore
Da ricordare la tradizione del Fuoco della 'Vilia' (Vigilia), falò acceso sulla piazza antistante la chiesa parrocchiale nella notte tra il 24 e il 25 dicembre per illuminare e riscaldare simbolicamente la Natività.